# Sharat Saxena
Sharat Saxena, również Sarat Saxena / Sharad Saxena / Sharath Saxena (ur. 17 sierpnia 1950 w Satna w stanie Madhya Pradesh) – indyjski aktor, który od 1972 roku zagrał w ponad 160 filmach bollywoodzkich. Przeważnie gra drugoplanowe role ojców, wujków, policjantów i role negatywne.
Można go zobaczyć w znanych filmach bollywoodzkich, takich jak: Mr India, Tridev, Ghayal, Khiladi, Gupt: The Hidden Truth, Soldier, Ogrodnik, Fanaa, Krrish, Ek Hi Raasta (1993) i innych.
Za Ghulam (z Aamir Khanem) (1998) otrzymał nominację do Nagrody Filmfare za Najlepszą Rolę Negatywną.

## Filmografia

### Filmy z lat 2000.
1. Zamaanat (2008) (w produkcji)
2. Fauj Mein Mauj (2008) (w produkcji) – pułkownik
3. Zabardast (2008) (w produkcji)
4. Super Star (2008) – ojciec Kunala
5. Hello... (2008) – wuj wojskowy
6. Kabhi Bhi Kahin Bhi (2008)
7. Nanhe Jaisalmer (2007)
8. Main Rony Aur Jony (2007)
9. W kółko (2006) – asystent Dona
10. Pyaar Ke Side Effects (2006) – ojciec Trishi
11. Baabul (2006) – ojciec Rani
12. With Luv... Tumhaara (2006)
13. Kachchi Sadak (2006) – Hari Om Jaiswal
14. Krrish (2006) – Vikram Sinha
15. Alag: He Is Different.... He Is Alone... (2006) – inspektor policji
16. Phir Hera Pheri (2006) – Tiwari
17. Fanaa (2006) – urzędnik od anty-terroryzmu Rahul Rawat
18. Kilukkam Kilukilukkam (2006) – Samar Khan
19. Vaah! Life Ho Toh Aisi! (2005) – Hirachand
20. Deszcz (2005) – prawnik
21. Viruddh... Family Comes First (2005) – przyjaciel Vidhadhara
22. Ssukh (2005) – brat Bhavny
23. The Great New Wonderful (2005) – Satish (opowiadanie „Avi and Satish's Story”)
24. Mumbai Express (2005) – Inspektor Saxena
25. Padmashree Laloo Prasad Yadav (2005) – wuj Tom (wuj Laloo)
26. Insan (2005) – ojciec Heeny
27. Inteqam: The Perfect Game (2004) – Inspektor Pandey
28. Tumsa Nahin Dekha (2004) – Devendra Madhwani
29. Rakht (2004) – Raja Bahadur
30. Asambhav (2004) – ambasador Indii, Salim Zulfi
31. India, 1964 (2004) – Raj Malhtotra
32. Karma (2004) – Raj Malhtotra
33. Meenaxi: Tale of 3 Cities (2004) – Maharawal
34. Muskaan (2004)
35. Ogrodnik (2003) – Ram Avtaar
36. Paanch (2003) (as Sharad Saxena)
37. Parwana (2003) – Shahtaj
38. Simchadri (2003)
39. C.I.D. Moosa (2003) – Khalid Mohammad
40. Haasil (2003) – Mr. Singh
41. Om (2003) – Inspector Katkar
42. Khushi (2003) – Zohravar Singh
43. Talaash: The Hunt Begins... (2003) – Black John
44. 2 October (2003) – Bhau
45. Ukochana (2002) – Chandraprakash Sharma, ojciec Suhani
46. Rishtey (2002) – Hussain Bakshi
47. Akhiyon Se Goli Maare (2002) – Babu Chaphri
48. Nigdy cię nie zapomnę (2002) – Kunal Singh Thakur
49. Kasam (2001) – Vikram
50. Deewaanapan (2001) – Shankar Deshpande
51. Ajnabee (2001) – gościnnie
52. Bas Itna Sa Khwaab Hai (2001) – Balkishan Deshpande
53. Love Ke Liye Kuch Bhi Karega (2001) – inspektor Suraj Singh
54. Więzy miłości (2001) – inspektor policji
55. Aaghaaz (2000) – Johnny Handsome Mendoza
56. Namiętność (2000) – inspektor policji
57. Moje serce bije po indyjsku (2000)

### Filmy z lat 90.
1. Król serca (1999) – Moti
2. Safari (1999) – Gwana
3. Zakhm (1998) – inspektor Pawar
4. Soldier (film) (1998/II) – Baldev Sinha
5. Bade Miyan Chote Miyan (1998) (as Sharad Saxena) – człowiek Zorawara, Sharad
6. Ghulam (1998) – Ronak Singh (Ronnie)
7. Gharwali Baharwali (1998)
8. Sobowtór (1998) – Dhingra
9. 2001: Do Hazaar Ek (1998) – adwokat P.K. Sarkari
10. Ziddi (1997) – Khan
11. Bhai Bhai (1997) – Janardhan
12. Gupt: The Hidden Truth (1997) – Vilas Rao
13. Ajay (1996) – Inspector Tippen Singh
14. Ek Anari Do Khiladi (1996) – inspektor Saxena
15. Gundaraj (1995) – Dhika
16. Nirnnayam (1995) – Ifthi – jednoręki
17. Paappi Devataa (1995) – pracownik Ratana
18. Beta Ho To Aisa (1994) – Raaka/CID Officer Ramanath
19. Lootere (1993)
20. Mutamestri (1993) – Atma Ram
21. Aashik Aawara (1993) – Gharga
22. Ashaant (1993)
23. Ek Hi Raasta (1993) – oficer armii
24. Money (1993) – oficer policji
25. Muskurahat (1992) – Samar Khan
26. Humshakal (1992) – Tony
27. Aaj Ka Goonda Raaj (1992) – Nagpal
28. Khiladi (1992) – Bahadur Singh
29. Vishwatma (1992 .... komisarz B.L. Roy
30. Gharaana Mogudu (1992) – syn Ranganayakulu Son
31. Virodhi (1992) – podinspektor
32. Zulm Ki Hukumat (1992) – Reddy
33. Banjaran (1991)
34. House No. 13 (1991) – Tantrik Baba
35. Indrajeet (1991) – Batra
36. Gang Leader (1991) – brat Ekambarama
37. Vishnu-Devaa (1991) (as Sharad Saxena) – Goga
38. Kilukkam (1991) – Samad khan
39. Mast Kalandar (1991) – Beggar
40. Narasimha (1991) – człowiek, który rzucił wyzwanie Baapji
41. Nirnayam (1991)
42. Patthar (1991) (w piosence „Dilbar Ke Dileri”)
43. Pratigyabadh (1991) – Tarzan
44. Thanedaar (1990) – Sunny
45. Chor Pe Mor (1990)
46. Jurm (1990) – oficer policji
47. Ghayal (1990) – Dekka
48. Agneepath (1990) – Terelin
49. Zahreelay (1990) – Peter Gonsalves
50. Aag Ka Gola (1990) – Natwar Dada

### Filmy z lat 80.
1. Shehzaade (1989) – Bheema (człowiek Roshana Singha)
2. Aag Se Khelenge (1989) – Ronny D’Souza
3. Dost (1989) – Mongola
4. Tridev (1989) (as Sharad Saxena) – inspektor Suraj Singh
5. Dana Paani (1989) – żebrak uliczny
6. Mahaadev (1989) – syn Heery
7. Meri Zabaan (1989)
8. Mujrim (1989) – Malik
9. Khatron Ke Khiladi (1988) – inspektor policjiAmarnath 'Jwala'
10. Shahenshah (1988) – Abdul
11. Aakhri Adaalat (1988) – Bansidhar
12. Aryan (1988)
13. Hifazat (1987) (as Sharad Saxena) – Shambhu Dada
14. Mr India (1987) – Daaga
15. Deewana Tere Naam Ka (1987) – adoptowany syn Munima /syn Thakurason
16. Dil Tujhko Diya (1987) – adwokat Heera
17. Inaam Dus Hazaar (1987) – oficer policji Inder
18. Karma (1986)
19. Tan-Badan (1986) – Junga
20. Jaal (1986) – Hariya
21. Mera Dharam (1986) – Chana
22. Maa Kasam (1985) (as Sarat Saxena) – Makhan Singh
23. Geraftaar (1985) – Vijay Sinha
24. Saagar (1985)
25. Yudh (1985) – Baburao
26. Zamana (1985) – Ratan
27. Aitbaar (1985) – Vikramjit 'Vicky'/Kulbhushan Pandit/Gautam Ghosh
28. Ameer Aadmi Gharib Aadmi (1985) – Joseph
29. Bhawani Junction (1985)
30. Ek Saudagar (1985)
31. Mera Saathi (1985) – Sultan
32. Boxer (1984) – Raghu Raj
33. Captain Barry (1984)
34. Kanoon Kya Karega (1984) – były inspektor Khurana
35. Waqt Ki Pukar (1984) – Jaggu
36. Hum Se Hai Zamana (1983)
37. Pukar (1983) – Pablo
38. Shakti (1982) – Loko
39. Ghazab (1982) – Bhairon Singh
40. Main Intequam Loonga (1982) – bokser Tiger Azad
41. Pyaar Mein Sauda Nahin (1982)
42. Ucha Dar Babe Nanak Da (1982) – Balwant Singh
43. Sahhas (1981) – Ajay Kumar
44. Harjaee (1981) – Shyam
45. Main Aur Mera Haathi (1981)
46. Shaan (1980)
47. Dostana (1980) – fotograf
48. Lootmaar (1980) – inspektor policji

### Filmy z lat 70.
1. Kaala Patthar (1979) – Dhanna
2. Shikshaa (1979)
3. Kasme Vaade (1978)
4. Agent Vinod (1977) – Abductor Ajaya Saxeny
5. Alibaba Marjinaa (1977) – Aslam
6. Vishwasghaat (1977)
7. Jaaneman (1976) – taksówkarz
8. Kabeela (1976)
9. Benaam (1974)
10. Dil Diwana (1974) – Saxena 'Saxi'